# James Millns
James Millns, né le 13 janvier 1949 à Toledo, est un patineur artistique américain. Il est notamment médaillé de bronze aux Jeux olympiques d'hiver de 1976 en danse sur glace avec sa partenaire Colleen O'Connor.

## Biographie

### Carrière sportive
James Millns et Colleen O'Connor patinent ensemble dès 1971. Ils sont champions américains en 1974, 1975 et 1976, doubles médaillés aux Championnats du monde (argent en 1975 et bronze en 1976) et médaillés de bronze aux Jeux olympiques d'hiver de 1976.

## Palmarès
Avec sa partenaire Colleen O'Connor
| Compétitions principales    | 1972    | 1973    | 1974    | 1975    | 1976    |  |  |  |  |  |  |  |  |  |
| Jeux olympiques d'hiver     |         |         |         |         | 3e      |  |  |  |  |  |  |  |  |  |
| Championnats du monde       |         |         | 7e      | 2e      | 3e      |  |  |  |  |  |  |  |  |  |
| Championnats des États-Unis | 7e      | 4e      | 1er     | 1er     | 1er     |  |  |  |  |  |  |  |  |  |
|                             |         |         |         |         |         |  |  |  |  |  |  |  |  |  |
| Autre Compétition           | 1971/72 | 1972/73 | 1973/74 | 1974/75 | 1975/76 |  |  |  |  |  |  |  |  |  |
| Skate Canada                |         |         |         | 2e      |         |  |  |  |  |  |  |  |  |  |
|                             |         |         |         |         |         |  |  |  |  |  |  |  |  |  |